# Нормаль
Норма́ль в геометрии — обобщение понятия перпендикуляра к прямой или плоскости на произвольные гладкие кривые и поверхности.
Нормаль к кривой в заданной её точке — прямая, перпендикулярная к касательной прямой в указанной точке кривой. Плоская гладкая кривая имеет в каждой точке единственную нормаль, расположенную в той же плоскости. Пространственная кривая в каждой своей точке имеет бесконечное множество нормалей, формирующих так называемую нормальную плоскость. Две из этих нормалей выделяются особо: нормаль, лежащая в соприкасающейся плоскости, называется главной нормалью, а нормаль, перпендикулярная к соприкасающейся плоскости, называется бинормалью.
Нормаль к поверхности в заданной её точке — прямая, перпендикулярная к касательной плоскости в указанной точке поверхности. Нормаль для гладкой поверхности определяется однозначно.
Понятие нормали может быть легко распространено на многомерные многообразия. Кроме геометрии, нормали широко используются в геометрической оптике, механике, при создании трёхмерной компьютерной графики, в теории потенциала и в других естественных науках.

## Вектор нормали
Вектор нормали (или орт нормали) к поверхности в данной точке — единичный вектор, приложенный к данной точке и параллельный направлению нормали. Для каждой точки гладкой поверхности можно задать два нормальных вектора, отличающихся направлением. Аналогично определяются векторы нормали к пространственной кривой в данной точке; среди них, соответственно сказанному выше, выбирают два, ортогональных друг к другу: вектор главной нормали и вектор бинормали.
Поверхность называется двусторонней, если на всей её протяжённости она обладает непрерывным полем векторов нормали. В противном случае поверхность называют односторонней или неориентируемой. Ориентированной называется двусторонняя поверхность с выбранным направлением нормали.
Примерами односторонних и, следовательно, неориентируемых поверхностей являются бутылка Клейна или лист Мёбиуса.

## Нормаль к пространственной кривой
Пусть {\displaystyle \mathbf {r} =\mathbf {r} (t)} — векторное уравнение кривой. Тогда направление главной нормали может быть получено как двойное векторное произведение: {\displaystyle [[\mathbf {r} ',\ \mathbf {r} ''],\ \mathbf {r} '].}  В случае естественной параметризации кривой (её длиной дуги) орт главной нормали равен {\displaystyle \mathbf {r} ''}.
Векторное уравнение бинормали в точке {\displaystyle t=t_{0}} имеет вид:
{\displaystyle {\boldsymbol {r}}(\lambda )={\boldsymbol {r}}(t_{0})+\lambda [{\boldsymbol {r}}'(t_{0}),~{\boldsymbol {r}}''(t_{0})].}
Уравнение нормальной плоскости в точке {\displaystyle {\boldsymbol {r}}(t_{0})=\{x_{0},y_{0},z_{0}\}}:
{\displaystyle x'_{0}(x-x_{0})+y'_{0}(y-y_{0})+z'_{0}(z-z_{0})=0}

## Нормаль к плоской кривой
Для плоской кривой содержащая её плоскость совпадает с соприкасающейся. Нормаль, с точностью до знака, только одна — главная, и её уравнение в точке {\displaystyle (x_{0},\ y_{0})} имеет следующий вид.
| Способ задания плоской кривой | Уравнение кривой                             | Уравнение нормали                                                     |
| ----------------------------- | -------------------------------------------- | --------------------------------------------------------------------- |
| Параметрическое задание       | {\displaystyle \mathbf {r} =\mathbf {r} (t)} | {\displaystyle y=y_{0}-{\frac {x_{0}'}{y_{0}'}}(x-x_{0})}             |
| Явное задание                 | {\displaystyle y=f(x)}                       | {\displaystyle y=y_{0}-{\frac {x-x_{0}}{y_{0}'}}}                     |
| Неявное задание               | {\displaystyle F(x,y)=0}                     | {\displaystyle y=y_{0}+{\frac {(F_{y}')_{0}}{(F_{x}')_{0}}}(x-x_{0})} |

## Нормаль к поверхности
В дифференциальной геометрии исследуемые поверхности обычно подчинены условиям, связанным с возможностью применения методов дифференциального исчисления. Как правило, это — условия гладкости поверхности, то есть существования в каждой точке поверхности определённой касательной плоскости, кривизны и т. д. Эти требования сводятся к тому, что функции, задающие поверхность, предполагаются однократно, дважды, трижды, а в некоторых вопросах — неограниченное число раз дифференцируемыми или даже аналитическими функциями. При этом дополнительно накладывается условие регулярности (см. статью Поверхность). Примером точки поверхности, где нормаль не определена, является вершина конуса — в ней не существует касательной плоскости.
Координаты орта нормали для разных способов задания поверхности приведены в таблице:
|                                                                           | Координаты нормали в точке поверхности |
| параметрическое задание: {\displaystyle \mathbf {r} =\mathbf {r} (u,\ v)} | {\displaystyle {\frac {\left({\frac {D(y,z)}{D(u,v)}};\,{\frac {D(z,x)}{D(u,v)}};\,{\frac {D(x,y)}{D(u,v)}}\right)}{\sqrt {\left({\frac {D(y,z)}{D(u,v)}}\right)^{2}+\left({\frac {D(z,x)}{D(u,v)}}\right)^{2}+\left({\frac {D(x,y)}{D(u,v)}}\right)^{2}}}}}                                                 |
| неявное задание: {\displaystyle F(x,y,z)=0}                               | {\displaystyle {\frac {\left({\frac {\partial F}{\partial x}};\,{\frac {\partial F}{\partial y}};\,{\frac {\partial F}{\partial z}}\right)}{\sqrt {\left({\frac {\partial F}{\partial x}}\right)^{2}+\left({\frac {\partial F}{\partial y}}\right)^{2}+\left({\frac {\partial F}{\partial z}}\right)^{2}}}}} |
| явное задание: {\displaystyle z=f(x,y)}                                   | {\displaystyle {\frac {\left(-{\frac {\partial f}{\partial x}};\,-{\frac {\partial f}{\partial y}};\,1\right)}{\sqrt {\left({\frac {\partial f}{\partial x}}\right)^{2}+\left({\frac {\partial f}{\partial y}}\right)^{2}+1}}}}                                                                              |

Здесь {\displaystyle {\frac {D(y,z)}{D(u,v)}}={\begin{vmatrix}y'_{u}&y'_{v}\\z'_{u}&z'_{v}\end{vmatrix}},\quad {\frac {D(z,x)}{D(u,v)}}={\begin{vmatrix}z'_{u}&z'_{v}\\x'_{u}&x'_{v}\end{vmatrix}},\quad {\frac {D(x,y)}{D(u,v)}}={\begin{vmatrix}x'_{u}&x'_{v}\\y'_{u}&y'_{v}\end{vmatrix}}}. Все производные берутся в точке {\displaystyle (x_{0},y_{0},z_{0})}. Из формул видно, что в случае неявного задания направление нормали к функции {\displaystyle F(x,y,z)} совпадает с направлением её градиента.
Сечение поверхности плоскостью, содержащей нормаль поверхности в заданной точке, образует некоторую кривую, которая называется нормальным сечением поверхности. Главная нормаль для нормального сечения совпадает с нормалью к поверхности (с точностью до знака).
Если же кривая на поверхности не является нормальным сечением, то её главная нормаль образует с нормалью поверхности некоторый угол {\displaystyle \theta }. Тогда кривизна {\displaystyle k} кривой связана с кривизной {\displaystyle k_{n}} нормального сечения (с той же касательной) формулой Мёнье:
{\displaystyle k_{n}=\pm k\,\cos \,\theta }
Кривизна {\displaystyle k_{n}} нормального сечения в заданной точке зависит от направления этого сечения; если кривизна не постоянна, то максимум и минимум достигаются в двух взаимно перпендикулярных направлениях, называемых главными направлениями. На сфере, на торцах эллипсоида и т. п. кривизна постоянна, и все направления — главные.